# Domingo Caycedo
Domingo de Caycedo y Sanz de Santamaría (ur. 4 sierpnia 1783 w Bogocie, zm. 1 lipca 1843 tamże) – kolumbijski polityk. Tymczasowy prezydent Wielkiej Kolumbii od 4 maja do 13 czerwca 1830, od 3 maja do 21 listopada 1831. Pierwszy prezydent Republiki Nowej Granady od 21 listopada do 23 listopada 1831. Tymczasowy prezydent Republiki Nowej Granady od 1 kwietnia do 2 maja 1841.